# George Laurer

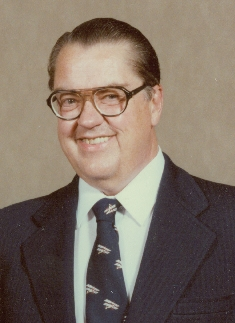
Laurer in 1987

George Joseph Laurer (New York, 23 september 1925 - Wendell (North Carolina), 5 december 2019) was een ingenieur van IBM, houder van 25 innovatieve patenten. Zijn bekendste uitvinding is de Universal Product Code, die hij in 1973 ontwikkelde voor IBM en in de Verenigde Staten en Canada algemeen in gebruik is voor het automatisch scannen van producten aan winkelkassa's.